# Ponte Rosello
Il ponte Rosello (in sassarese: Ponti Ruseddu) è un ponte della città di Sassari che collega il quartiere del centro storico con il quartiere di Monte Rosello, attraverso l'omonima valle. Ai piedi del ponte si trova la fontana di Rosello, storico monumento della città. Chiamato anticamente Ponte littorio (in sassarese: Ponti Littoriu), durante il periodo fascista, e cambiando successivamente denominazione dopo il regime. 

## Storia
Il ponte fu fatto costruire per volere di Benito Mussolini per collegare il  nucleo storico della città con il nascente quartiere popolare di Monte Rosello. Venne inaugurato nel 1934 e la sua iniziale denominazione fu ponte Littorio. Caratteristici del ponte sono i fasci littori in bronzo che adornano le balaustre.
Ai lati del ponte  sono ancora presenti le campane che durante periodo fascista segnalavano il coprifuoco.